# جون موير (موسيقي)
جون موير (بالإنجليزية: John Moyer)‏ (و. 1973  م) هو موسيقي أمريكي، ولد في إل باسو، تكساس، يستخدم آلات غيتار البيس.

## روابط خارجية
- جون موير على موقع ميوزك برينز (الإنجليزية)
- جون موير على موقع أول ميوزيك (الإنجليزية)
- جون موير على موقع ديسكوغز (الإنجليزية)